# حسيك اليفي
حسيك اليفي (الاسم العلمي: Arrhenatherum ilievii) هو نوع نباتي يتبع جنس الحسيك من فصيلة النجيلية.